# Lifegiving
Lifegiving (2005) es el álbum musical debut de Australis.

## Historia
"Lifegiving" fue producido y grabado en Utah, Estados Unidos, y lanzado independientemente por Australis el 30 de mayo de 2005. A inicios de 2006 "Lifegiving" fue licenciado y relanzado en Sur Asia por el sello Orange Music. En agosto de 2006 dos temas de este álbum fueron incluidos en la compilación Echoes of Tuvalu por el sello discográfico New Vibes Music. Los temas incluidos fueron "Conciliation" y "The Sound of Hope". Ese mismo mes, esta compilación alcanzó la posición más alta en las tablas de New Age, de acuerdo a New Age Reporter. 
Como resultado de su colaboración para "Echoes of Tuvalu", el magacín Italiano "New Age Music & New Sounds" publicó un artículo acerca de Australis en octubre de 2006 (número 166), e incluyó los mismos dos temas de "Lifegiving" en el disco compilación que ellos publican con cada ejemplar.

## Comentario general
"Lifegiving" es la compilación de diez temas musicales de estilos variados que incluyen Ambient music, World music, Electronic music, Ethnic music, música Sinfónica y Soundtrack.
Una de las principales características de este álbum es el contraste de estilos entre los temas. Este rasgo tiende a crear una impresión de sospresa en el oyente conforme cada tema cambia a un estilo diferente que el tema anterior, desarrollando un paisaje música completamente nuevo. El resultado final es una experiencia fresca, estimulante y entretenida.
Aunque uno de los temas en este álbum contó con un colaborador (Álvaro Aguayo, tocando el charango en "Sacred Earth"), todos los temas fueron compuestos, arreglados, producidos y grabados por Australis.
Este álbum aparece como disponible físicamente a través de tiendas de música en internet, como Amazon, CD Baby, etc. Adicionalmente, aparece como disponible digitalmente por medio de tiendas de música digital como iTunes store, MSN Music, Rhapsody, etc.
Para ver revisiones realizadas sobre "Lifegiving", vea la sección Enlaces externos, abajo.

## Lista de temas
1. "Lifegiving" – 4:02
2. "Conciliation" – 4:40
3. "Turning Point" – 5:28
4. "The Sound of Hope" – 4:45
5. "Fire Tamer" – 3:49
6. "Forbidden Scents" – 4:49
7. "The Enchantment" – 3:33
8. "Between the Sun and the Moon" – 4:51
9. "Barren Lands" – 4:33
10. "Sacred Earth" – 4:25

## Participantes
- Australis (Oscar Aguayo) - compositor, productor
- Álvaro Aguayo - charango